# 피아노의 숲
피아노의 숲(일본어: ピアノの森)은 클래식 음악을 소재로 한 잇시키 마코토 작품의 일본 만화이다. 전 26권으로 나왔다.
2007년 7월에는 일본에서 극장판 애니메이션으로 만들어졌다.
2018년 4월 9일부터 7월 2일까지 NHK 종합 텔레비전에서 TV 애니메이션으로 1쿨을 방영되었으며, 2019년 1월 28일부터 4월 15일까지 2쿨을 전 24화로 방영했다.